# Sénégal aux Jeux olympiques d'hiver de 2010
La participation du Sénégal aux Jeux olympiques d'hiver de 2010 à Vancouver au Canada, du 12 au 28 février 2010, constitue la cinquième participation du pays à des Jeux olympiques d'hiver. La délégation sénégalaise est représentée par un seul athlète, Leyti Seck en ski alpin, également porte-drapeau du pays lors de la cérémonie d'ouverture de ces Jeux.
Le Sénégal ne remporte aucune médaille durant ces Jeux olympiques, son seul sportif inscrit terminant 85e de son épreuve, le slalom géant.

## Cérémonies d'ouverture et clôture

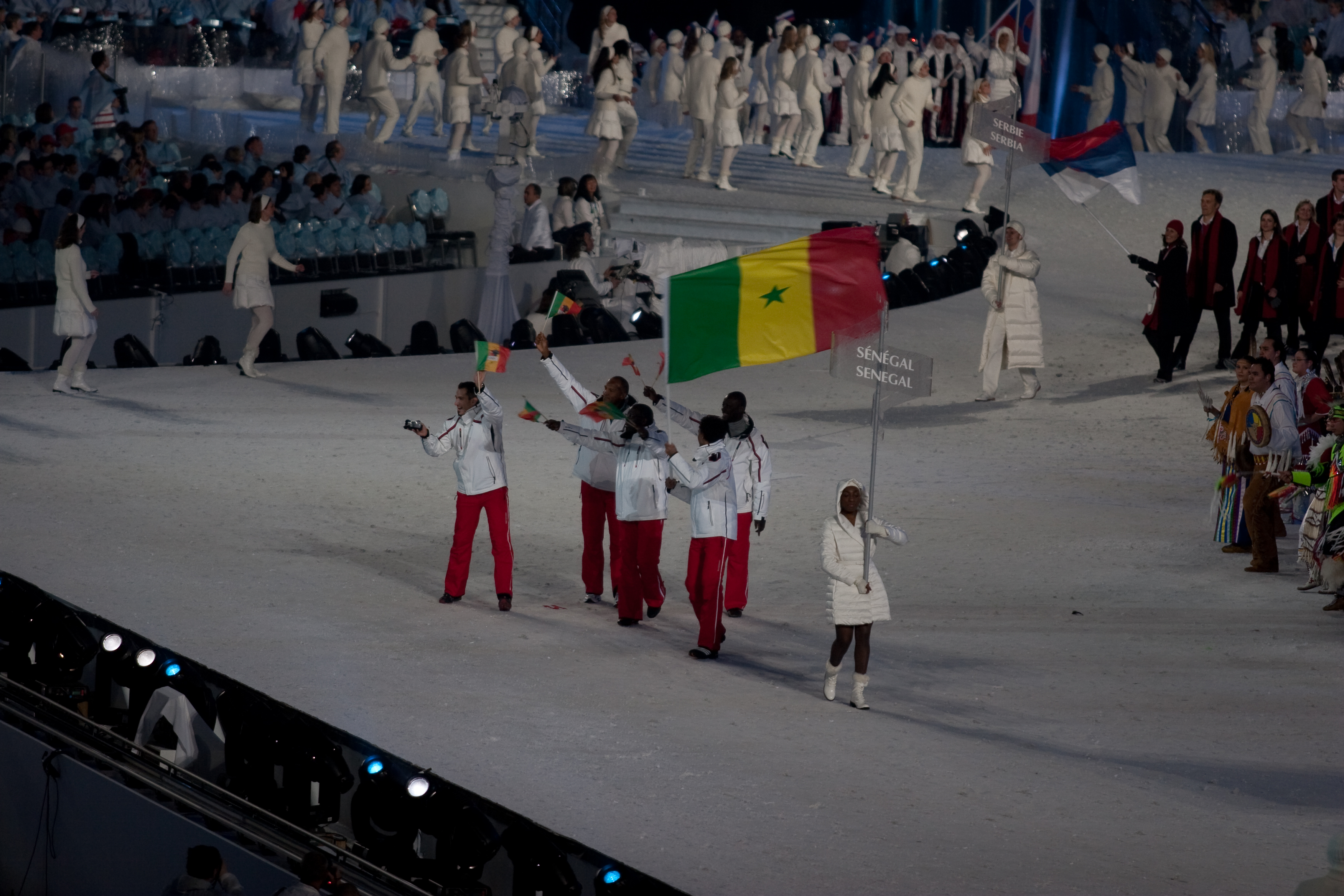
Entrée de la délégation sénégalaise à la cérémonie d'ouverture.

Le Sénégal fait partie, avec l'Afrique du Sud, l'Algérie, l'Éthiopie, le Ghana et le Maroc, des six pays d'Afrique participant à ces Jeux. Le Sénégal est la 68e des 82 délégations à entrer dans le BC Place Stadium de Vancouver, au cours du défilé des nations durant la cérémonie d'ouverture, après Saint-Marin et avant la Serbie. Cette cérémonie est dédiée au lugeur géorgien Nodar Kumaritashvili, mort la veille après une sortie de piste durant un entraînement. Le porte-drapeau du pays est le skieur Leyti Seck.
La cérémonie de clôture a lieu également au BC Place Stadium. Les porte-drapeaux des différentes délégations entrent ensemble dans le stade olympique et forment un cercle autour du chaudron abritant la flamme olympique. Comme lors de la cérémonie d'ouverture, le drapeau sénégalais est porté par Leyti Seck.

## Ski alpin
Leyti Seck, né le 21 janvier 1981 à Munich, est skieur professionnel depuis janvier 2002.
Il possède la double nationalité austro-sénégalaise, et a étudié à l'université de Salzbourg. De père sénégalais et de mère allemande, il a été adopté lorsqu'il était encore enfant. Il habite ensuite en Autriche avec sa mère adoptive, Maria Leitner. Il souhaite participer aux Jeux de Salt Lake en 2002, mais il ne lui est alors pas possible de se qualifier pour les olympiades. Il sera néanmoins remarqué par le président de la Fédération sénégalaise de ski, Lamine Guèye, qui l'inscrit en tant que représentant sénégalais à la Coupe du Monde de ski.
Après Lamine Guèye, premier skieur d'Afrique Noire aux Jeux d'hiver, qui le chaperonne à Vancouver, Philip Boit, premier Kényan et Isaac Menyoli, premier skieur camerounais aux Jeux, Leyti Seck s'inscrit dans la continuité de la lutte des petits pays qui tentent de participer à ces Jeux, dans l'esprit de l'équipe jamaïcaine de Bobsleigh aux Jeux de 1988 à Calgary.
Il a été le porte drapeau du Sénégal, et son seul représentant, aux Jeux d'hiver de  2006 et  2010. Il se fait remarquer par les médias, comme d'autres athlètes de pays tels que le Ghana ou le Brésil, de par le fait qu'ils représentent l'esprit d'ouverture des Jeux Olympiques.
Leyti Seck était le seul représentant de son pays aux  Jeux de Turin en 2006, et donc le porte drapeau. Il y contribue au « symbole de l’universalisme des Jeux ».
Aux Jeux de Vancouver, le Sénégal fait partie, avec l'Algérie, l’Afrique du Sud et le Kenya des quatre pays d'Afrique participant, grâce à Leyti Seck. Le programme de solidarité olympique lui a permis de se préparer pour ces Jeux. Mais comme il le dit lui-même : « Je n'ai pas vraiment de chance de remporter une médaille, mais je vais aux Jeux Olympiques pour réaliser mon meilleur score et représenter mon pays natal ».
Trois-cent-vingt places sont attribuables en ski alpin pour les Jeux olympiques de Vancouver, dans la limite de vingt-deux athlètes par nation. Chaque délégation ne peut engager plus de quatre athlètes par épreuve. La période de qualification s'étale entre juillet 2008 et le 25 janvier 2010. Pour se qualifier, les athlètes classés parmi les 500 premiers de chaque épreuve au classement établi par la Fédération internationale de ski (FIS) sont admissibles, en sachant que pour les épreuves de descente, de super-combiné et de super-G, les athlètes doivent détenir un maximum de 120 points FIS dans l'épreuve concernée. Si une nation ne possède aucun skieur réalisant ces critères, il lui est néanmoins possible d'engager un athlète dans les épreuves de slalom et de slalom géant, à condition que celui-ci ait participé aux championnats du monde 2009 et qu'il ne dépasse pas les 140 points FIS dans l'épreuve concerneée. Grâce à sa participation aux mondiaux 2009, et possédant moins de 140 points FIS en slalom et slalom géant à la date limite des qualifications, Leyti Seck est engagé à Vancouver dans ces deux disciplines. Pour cela, il participe à plusieurs courses internationales, notamment aux États-Unis, comme à Park City en janvier 2010 où il se classe 69e du slalom.

### Palmarès
Leyti Seck a déjà participé à de nombreuses reprises à la descente, le Super-G, le Slalom et le Slalom Géant, depuis 2002.
Son meilleur résultat à ce jour est une cinquième place au Slalom de Mitterfirmiansreut en Allemagne en 2006, avec un temps de 1 min 21 s 53.
- Jeux Olympiques

- Turin 2006
Il a terminé 55e du Super-G, avec un temps de 1 min 42 s 87, mais il n'a pas terminé les épreuves de slalom et de slalom géant.
- Vancouver 2010
Il termine le slalom géant à la 85e place, avec un temps de 1 min 32 s 32.
- Coupes et Championnats du monde

En 2003, il participe à la Coupe du Monde de Ski Alpin, où il termine 61e du Slalom Géant, avec un temps de 3:09.35. À la coupe du monde de 2004, il ne termine pas le Slalom, puis ne se qualifie pas pour la Coupe de 2005. Néanmoins, lors des Championnats du monde de 2005, il termine 54e du slalom géant avec un temps de 1:33.56. Il aurait dû participer aux Championnats de 2007, mais le Sénégal décide de se retirer de la compétition pour protester contre les nouvelles règles de qualification introduites par la Fédération internationale de ski, qui décide de restreindre le nombre de participants.
En 2006 et 2007, il participe encore et obtient des résultats identiques.